# Acalymma limbatum
Acalymma limbatum is een keversoort uit de familie bladkevers (Chrysomelidae). De wetenschappelijke naam van de soort werd in 1877 gepubliceerd door Charles Owen Waterhouse.
De kever is 4–5 mm lang. De kop is glanzend zwart. Het halsschild is geel. De dekschilden hebben een gele rand die naar achteren toe breder wordt.
De soort komt voor op de Galapagoseilanden.